# Jon Maia Soria
Jon Maia Soria (Urretxu, Guipúscoa, 25 de juny de 1972) és un bertsolari, cantant, escriptor, poeta i documentalista basc.
Als sis anys la seva família es va mudar a Zumaia on viu en l'actualitat. Va estudiar filologia basca a Vitòria, va treballar com a professor de basc en Alfabetatze Euskalduntze Koordinakundea (AEK).
Va començar jove al bertsolarisme gràcies a Joanito Dorronsoro. En els seus començaments va guanyar premis i certamens: el 1989 va ser campió interescolar del País Basc, el 1989 i 1990 va guanyar el premi «Xenpelar Saria» (d'Errenteria), el campionat de Zumaia en els anys 1987 i 1990, malgrat que no va arribar a la final dels campionats absoluts provincials i nacionals fins a l'any 1997. Fins llavors havia arribat a les semifinals de Guipúscoa en els anys 1991 i 1995, i també va aconseguir un quart lloc en el campionat nacional de 1993. Després de ser finalista el 1997, va repetir en els anys 2001, 2005 i 2009.
També ha sigut director i guionista dels documentals Bidaia intimoak (Viatges íntims, 2009) (Produccions Orio, Korrika), Apaizac Obeto, 2010) (Produccions Orio), i Gazta zati bat (Un tros de formatge, 2012) (productora Nazioen mundua), precursor del Gure Esku Dago sorgit arran de Nazioen Mundua.
El setembre de 2006, Fernando Andreu Merelles, jutge de l'Audiència Nacional, el va acusar de «col·laboració amb banda armada» junt amb vuit amics més per haver donat suport a la pàgina web Gaztesarea.

## Obres
- Irudika Idurika (Gatuzain); Llibre escrit junt amb el pintor Mikel Dalbret, en què barregen la pintura i els versos.[2]
- Zikloak (Arabera): llibre escrit al costat del fotògraf Joseba Olalde, en què barregen la fotografia i els versos.
- Riomundo (Txalaparta); novel·la.
- Apaizac Obeto (Elkar); aventura, història i crònica.